# Welterbe in Samoa

Samoa ist der Welterbekonvention 2001 beigetreten. Bislang (Stand 2023) wurde noch keine Stätte in Samoa in das UNESCO-Welterbe aufgenommen.

## Tentativliste
In der Tentativliste sind die Stätten eingetragen, die für eine Nominierung zur Aufnahme in die Welterbeliste vorgesehen sind. Derzeit (2023) sind zwei Stätten in der Tentativliste von Samoa eingetragen, die letzte Eintragung erfolgte 2006. Die folgende Tabelle listet die Stätten in chronologischer Reihenfolge nach dem Jahr ihrer Aufnahme in die Tentativliste (K – Kulturerbe, N – Naturerbe, K/N – gemischt).
| Bild                                          | Bezeichnung                                   | Jahr | Typ | Ref. | Beschreibung                                                    |
| --------------------------------------------- | --------------------------------------------- | ---- | --- | ---- | --------------------------------------------------------------- |
| Schutzgebiet Fagaloa Bay – Uafato Tiavea      | Schutzgebiet Fagaloa Bay – Uafato Tiavea      | 2006 | K/N | 5090 |                                                                 |
| Kulturlandschaft Manono, Apolima und Nu'ulopa | Kulturlandschaft Manono, Apolima und Nu'ulopa | 2006 | K/N | 5091 | Kulturlandschaften der drei Inseln Manono, Apolima und Nu'ulopa |